# Angela (film, 1978)
Pour les articles homonymes, voir Angela.
Pour plus de détails, voir Fiche technique et Distribution.
Angela est un film américano-italo-canadien réalisé par Boris Sagal, sorti en 1978.

## Fiche technique
- Titre français : Angela
- Réalisation : Boris Sagal
- Scénario : Charles E. Israel
- Montage : Yves Langlois
- Musique : Henry Mancini
- Pays d'origine : États-Unis - Canada - Italie
- Genre : drame
- Date de sortie : 1978

## Distribution
- Sophia Loren : Angela Kincaid
- Steve Railsback : Jean Lebrecque
- John Huston : Hogan
- John Vernon : Ben Kincaid
- Michelle Rossignol : Coco
- Jean Lapointe : Mr. Lebrecque
- Luce Guilbeault : Marie Lebrecque
- Yvon Dufour